# I Will Survive (singel Blue System)
I Will Survive – drugi singel promujący album Hello America niemieckiego zespołu Blue System. Został wydany 27 kwietnia 1992 roku przez wytwórnię Hansa International.

## Lista utworów
7" (Hansa 115 304) (BMG) 27.04.1992
| Nr | Tytuł                       | Długość |
| -- | --------------------------- | ------- |
| 1. | I Will Survive (Radio Edit) | 3:40    |
| 2. | Hello America               | 3:58    |

12" (Hansa 615 304) (BMG) 27.04.1992
| Nr | Tytuł                                   | Długość |
| -- | --------------------------------------- | ------- |
| 1. | I Will Survive (Brand New Survival Mix) | 4:28    |
| 2. | I Will Survive (Radio Edit)             | 3:40    |
| 3. | Hello America                           | 3:58    |

CD (Hansa 665 304) (BMG) 27.04.1992
| Nr | Tytuł                                   | Długość |
| -- | --------------------------------------- | ------- |
| 1. | I Will Survive (Radio Edit)             | 3:40    |
| 2. | I Will Survive (Brand New Survival Mix) | 4:28    |
| 3. | Hello America                           | 3:58    |

## Lista przebojów (1992)
| Państwo | Najwyższe miejsce |
| ------- | ----------------- |
| Austria | 30                |

## Autorzy
- Muzyka: Dieter Bohlen
- Autor Tekstów: Dieter Bohlen
- Wokalista: Dieter Bohlen
- Producent: Dieter Bohlen
- Aranżacja: Dieter Bohlen
- Współproducent: Luis Rodriguez